# ベオグラード (小惑星)
ベオグラード (1517 Beograd) は、小惑星帯に位置する小惑星である。現在のセルビアのベオグラードでミロラド・プロティッチによって発見された。
プロティッチが観測していた場所で、現在のセルビアの首都ベオグラードに因んで命名された。